# Maksym Chapoval
Maksym Mykhaïlovytch Chapoval (en ukrainien : Максим Михайлович Шаповал), né le 6 juillet 1978 à Vinnytsia et mort le 27 juin 2017 à Kyïv, est un officier supérieur (colonel) de l'armée ukrainienne et chef des forces spéciales de la direction générale du renseignement. Revenu de la zone de conflit dans l'est de l'Ukraine, il est éliminé dans un attentat à la voiture piégée dans le centre de Kiev en juin 2017,,. Au moment de sa mort, il enquêtait sur l'implication russe dans l'est de l'Ukraine. Il a recueilli des informations sur leurs emplacements et leurs armes, ce qui a pu étayer les prises de position de l'Ukraine dans le procès pour crimes de guerre à la Cour pénale internationale de La Haye sur l'agression armée de la Russie. À l'époque, il est l'un des plus hauts responsables ukrainiens tués au combat.

## Jeunesse
Maksym Chapoval naît dans le district de Vyshenka de Vinnytsia. Il est diplômé de l'académie militaire, choisissant une carrière militaire comme son grand-père, Leonid. Son oncle a également servi dans les forces armées à Kiev, prenant sa retraite avec le grade de colonel. Il rejoint le Kyiv Higher Engineering Radio Engineering College of Air Defence et, en 1999, il devient membre du nouvel Institut militaire de NTUU "KPI", la Faculté des crypteurs, et a obtenu son diplôme en 2000.

## Carrière militaire

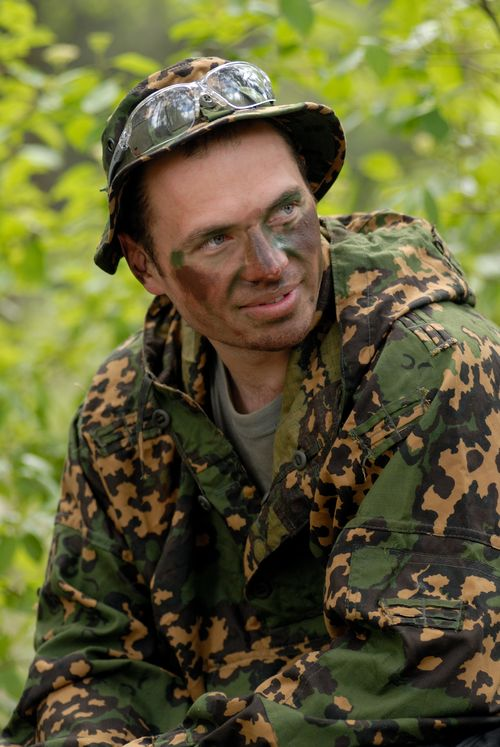
Maksym Chapoval en 2008.

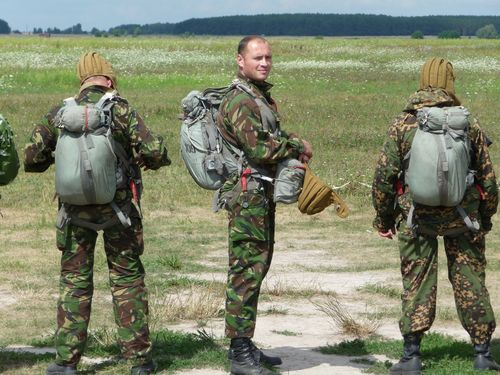
Maksym Chapoval avec son équipe d'unité des forces spéciales en 2009.

Il commence son service militaire en tant qu'officier des modes de communication et de sécurité cryptées du renseignement de défense du ministère de la Défense de l'Ukraine. Il participe également à une mission de maintien de la paix en Sierra Leone. À son retour, il sert comme officier supérieur, commandant d'un groupe de plongeurs. En 2010-2012, il sert au département de la protection de l'État pour la protection de la première personne de l'État. Après UDO (?), il reprend son poste de chef du service des instructeurs et est ensuite nommé commandant adjoint de l'unité militaire puis nommé commandant de l'unité militaire.

## Implication dans la guerre du Donbass
Maksym Chapoval sert durant 3 ans à la tête des forces d'opérations spéciales dans des missions de combat dans l'est de l'Ukraine, en tant que commandant du 10e détachement spécial de la direction principale du renseignement du ministère de la Défense de l'Ukraine. L'unité "dix" porte le nom officieux de "Island", basé sur l'île Rybalsky. Il est le commandant d'un groupe de nomination spécial qui, en mai 2014, a repris l'aéroport de Donetsk aux séparatistes pro-russes.
Il est directement impliqué dans la planification et la conduite de raids de reconnaissance dans les rangs ennemis, en utilisant les moyens de documenter la présence des troupes d'occupation russes, leurs mouvements, la disponibilité de modèles à jour de systèmes EW (?) et de moyens de destruction, y compris de manière que ces informations puissent servir de preuve indiscutable de l'agression armée de la Russie contre l'Ukraine. Certaines opérations de renseignement concernaient la notification en temps opportun du déploiement de l'artillerie russe, y compris l'artillerie à longue portée, ce qui a contribué à considérablement réduire les pertes parmi les militaires et les civils ukrainiens. Il sert également en tant que commandant des forces spéciales de première ligne au début du siège de Sloviansk, au cours duquel les insurgés prorusses ont finalement été chassés de la ville de Sloviansk après près de trois mois de combats en juillet 2014.
Selon les services de renseignement ukrainiens, le 7 juin 2017, l'unité de Chapoval a éliminé un officier supérieur, le colonel Iouri Mikhaïlovitch Tcherkachine de l'unité des forces spéciales du FSB Vympel dans le territoire occupé du Donbass, responsable de l'organisation d'« actes terroristes » en Ukraine.

## Mort
Le 27 juin 2017, le colonel Maksym Chapoval est éliminé dans un attentat à la voiture piégée dans le centre de Kiev. À 8 h 16 (UTC), le véhicule Mercedes Benz qu'il conduisait a explosé du fait d'une bombe placée sous le véhicule, le tuant sur le coup et blessant deux passants : une passante avec des éclats d'obus à la jambe et un homme victime des blessures au cou. La police de Kiev a qualifié l'incident d'« attentat terroriste » ; les services secrets russes sont soupçonnés d'être derrière l'attentat à la voiture piégée,,.
Le même jour, lors d'un attentat sans rapport mais similaire à l'explosion d'une voiture piégée à Kostiantynivka, un autre colonel est tué et trois autres officiers du Service de sécurité ukrainien sont blessés. Le colonel Yuri Vozny, chef du département de contre-espionnage, a été tué. Les services de renseignement russes ont également été soupçonnés de l'attaque.
Peu de temps après l'action, une cyberattaque a été lancée. L'ancienne conseillère du gouvernement en Géorgie et en Moldavie, Molly K. McKew, pensait que l'élimination de Chapoval était liée à cette cyberattaque. Elle a également déclaré que Chapoval était un "énorme atout" pour la sécurité de l'Ukraine.
Maksym Chapoval laisse dans le deuil sa femme, Iryna, une fille de cinq ans et un fils de deux ans au moment de sa mort.

## Enquête et conséquences
Le 17 avril 2019, le chef du SBU Vassyl Hrytsak a annoncé le nom de l'agent qui a provoqué l'explosion : Oleg Shutov, qui était un résident de Donetsk, un employé du centre d'opérations spéciales du "ministère de la Défense civile de la RPD". Oleg Shutov a loué un appartement dans la même résidence que celle où vivait Chapoval. Après l'attaque, il fuit pour Donetsk.
L'Ukraine a tenu le chef du département des opérations de contre-espionnage du Service fédéral de sécurité de la fédération de Russie, le lieutenant-général Dmitry Minaïev, personnellement responsable d'avoir ordonné l'élimination du colonel. Il était présent à l'époque dans le Donbass, dans le centre d'opérations spéciales du "ministère de la Défense civile de la RPD" lors des explosions des voitures de Kharaberiouch et Chapoval,.

## Récompenses
- Promu au grade de général de division à titre posthume le 30 juin 2017[18],
- Récompensé à titre posthume de l'ordre du Héros d'Ukraine "Golden Star" le 7 septembre 2017.
- Le 10e détachement spécial du Direction générale du renseignement du ministère de la Défense ukrainien porte son nom.